# Johann David Michaelis

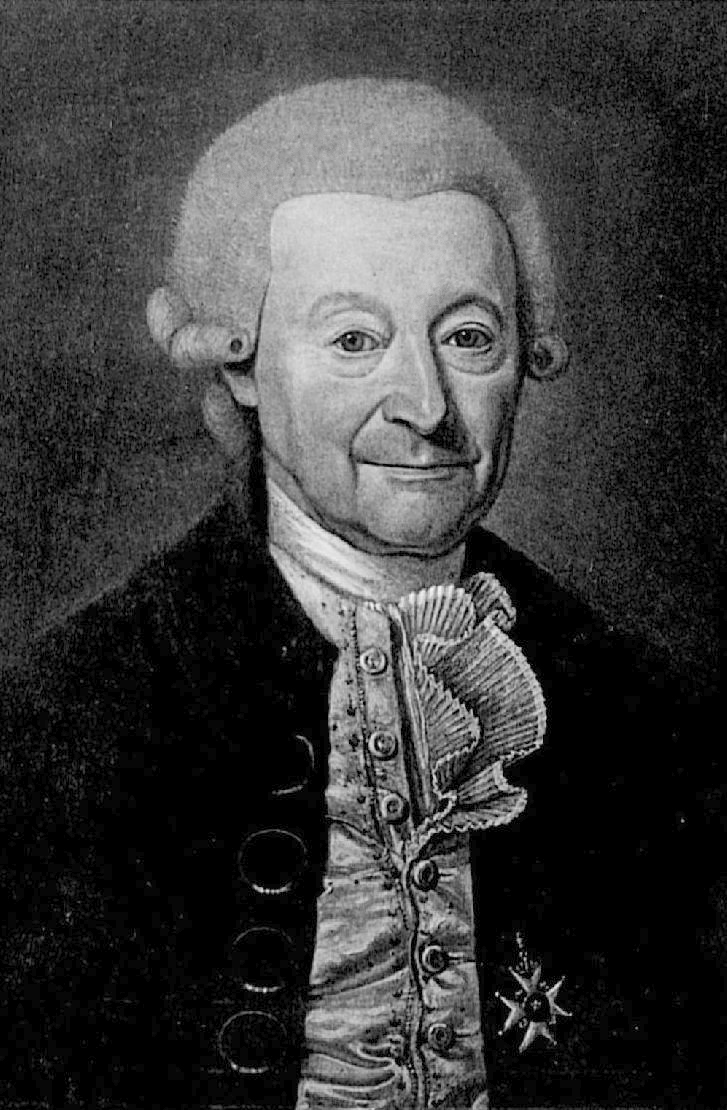
Johann David Michaelis (1790)

Johann David Michaelis (* 27. Februar 1717 in Halle; † 22. August 1791 in Göttingen) war ein deutscher Theologe und Orientalist in der Zeit der Aufklärung. Er gehört zu den Vorläufern der empirischen Sozialforschung.

## Leben
Johann David Michaelis war der Sohn des Theologen und Orientalisten Christian Benedikt Michaelis. Seine Mutter war Dorothea Hedwig Michaelis (1692–1736). Er wurde von Privatlehrern unterrichtet und besuchte ab 1729 die Schule der Franckeschen Stiftungen, die eine pietistische Ausrichtung hatte.
Ab 1733 studierte Michaelis an der Universität Halle, wo er zunächst Medizin, mathematische und historische Vorlesungen hörte, um sich dann den orientalischen Sprachen und der Theologie zu widmen. Neben seinem Vater zählte auch Siegmund Jakob Baumgarten zu seinen Lehrern.
1739 wurde er mit einer Arbeit über das Alter von hebräischen Vokalzeichen promoviert und hielt Vorlesungen. Anschließend reiste er 1741 zu Studienzwecken über die Niederlande nach England. Nach Halle zurückgekehrt, lehrte er erneut an der Universität. 1745 erhielt er einen Ruf als Privatdozent an die Universität Göttingen, wurde im folgenden Jahr außerordentlicher und 1750 ordentlicher Professor für Orientalistik. Für die Akademie der Wissenschaften zu Göttingen entwarf er bei deren Gründung 1751 mit Albrecht von Haller die Grundgesetze und leitete erst als Sekretär, dann als Direktor einige Zeit deren Geschäfte.
Vor allem sein an Montesquieu angelehntes Mosaisches Recht (s. u.) und sein empirisches Interesse an der Vernünftigkeit der Moses zugeschriebenen Gesetze für Hirtenvölker gehört zu den frühen Zeugnissen religionssoziologischen Denkens in Deutschland.
1750 veröffentlichte er eine grundlegende Einleitung in die Göttlichen Schriften des neuen Bundes. Mit diesem Werk wurde Michaelis der „Begründer der deutschen Einleitungswissenschaft“. Durch diesen Buchtitel gab er dem von ihm eröffneten Forschungsfeld der Einleitungswissenschaft den Namen und schuf durch sein Buch eine bis heute gebräuchliche Buchgattung der Bibelwissenschaft.

### Arabienreise
1753 ergriff der Aufklärungstheologe die Initiative zu dem Projekt, im Rahmen einer Forschungsreise in den Vorderen Orient den Wahrheitsgehalt der biblischen Erzählungen zu verifizieren (siehe auch Arabische Reise). Zu diesem Zweck lud er Wissenschaftler aus ganz Europa dazu ein, entsprechende Fragen einzureichen und entwarf einen Fragebogen. Der Aufklärer wurde durch seinen von Montesquieus Vom Geist der Gesetze beeinflussten und stark religionssoziologischen Fragebogen zu einem Vorläufer der empirischen Sozialforschung, da er aus arabischen Brauchtümern (ähnlich wie auch aus mongolischen Vorschriften) auf die praktische Angemessenheit detaillierter mosaischer Gesetze folgerte. Umstritten ist, ob Carsten Niebuhrs Ergebnisse Michaelis’ Intentionen entsprachen. Das Projekt der Arabienreise kam nur langsam in Gang. Erst 1761 trat eine vom dänischen König Friedrich V. ausgerüstete Forschergruppe die Reise an, um den etwa 100 eingereichten Fragen nachzugehen. Zu den Teilnehmern zählte u. a. Peter Forsskål. Von dieser Reise kehrte 1767 als einziger Überlebender der Kartograph Niebuhr zurück, dessen 1774 veröffentlichte Beschreibung von Arabien zahlreiche der von Michaelis aufgegebenen Fragen beantwortete. Michaelis selbst hatte an der Reise nicht teilgenommen.

### Michaelishaus

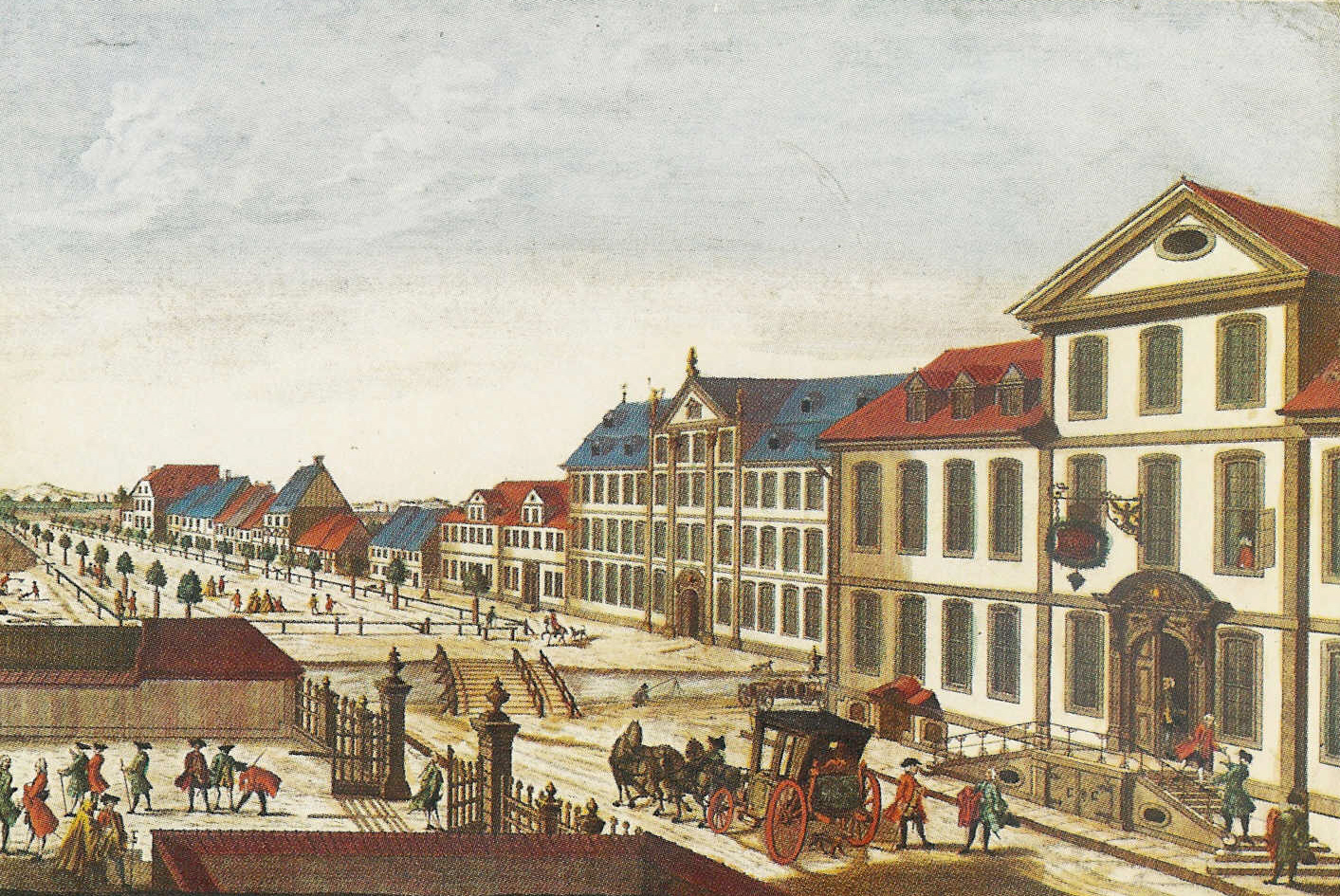
Londonschänke (rechts), Ansicht aus dem 18. Jahrhundert

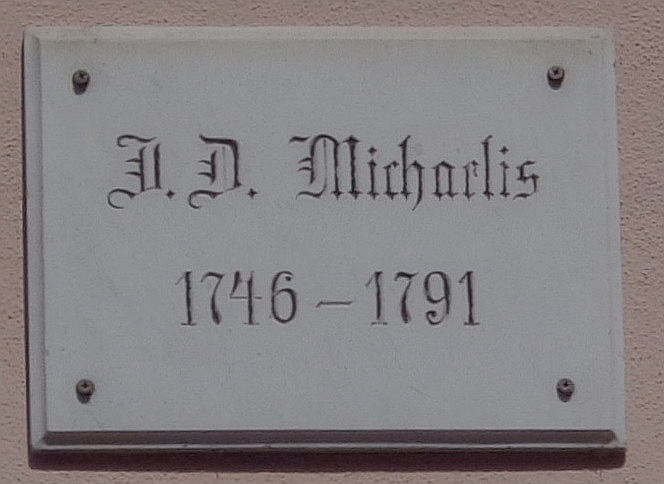
Göttinger Gedenktafel am Michaelishaus an der Prinzenstraße 21

Im Jahre 1764 erwarb Michaelis das als „Londonschänke“ bekannte Gasthaus, unmittelbar gegenüber dem Universitäts- und Kollegiengebäude der Universität in Göttingen. Hier wohnte er mit seiner Familie und hielt auch seine Vorlesungen ab. Ein Nebenflügel wurde an Studenten vermietet. Das Gebäude wurde im 20. Jahrhundert in Michaelishaus umbenannt und diente bis zum Jahre 2006 der Universität als Institutsgebäude, zuletzt hauptsächlich für orientalistische Fächer.

### Familie
Johann David Michaelis war zweimal verheiratet. Den beiden Ehen entstammten zehn Kinder. Sein Sohn Christian Friedrich Michaelis (1754–1818) wurde später Professor für Medizin in Marburg. Die Tochter Caroline Schlegel-Schelling war Schriftstellerin und in erster Ehe mit dem Clausthaler Amts- und Bergarzt Johann Franz Wilhelm Böhmer (1754–1788), in zweiter Ehe mit August Wilhelm Schlegel und schließlich mit Friedrich Wilhelm Joseph Schelling verheiratet. Der Schelling-Biograph Walter E. Ehrhardt machte unter Hinweis auf zeitliche Zusammenhänge geltend, dass von Auguste (* 1785), Michaelis Enkeltochter und Tochter von Caroline, Goethe der leibliche Vater gewesen sei.
Der Enkel seines Großonkels Johann Heinrich Michaelis, der 1787 geadelte Rittmeister im Husarenregiment von Wolky, Wilhelm von Michaelis (1742–1819), war Johann David Michaelis bekannt.

## Auszeichnungen
Die Royal Society und die Académie des Inscriptions et Belles-Lettres ernannten Michaelis zu ihrem Mitglied, der Kaiser zum Rat, und selbst ausländische Fürsten überschütteten ihn mit Ehren. 1775 wurde er Ritter des Nordstern-Ordens.
1761 erfolgte seine Ernennung zum Hofrat.

## Schriften (Auswahl)

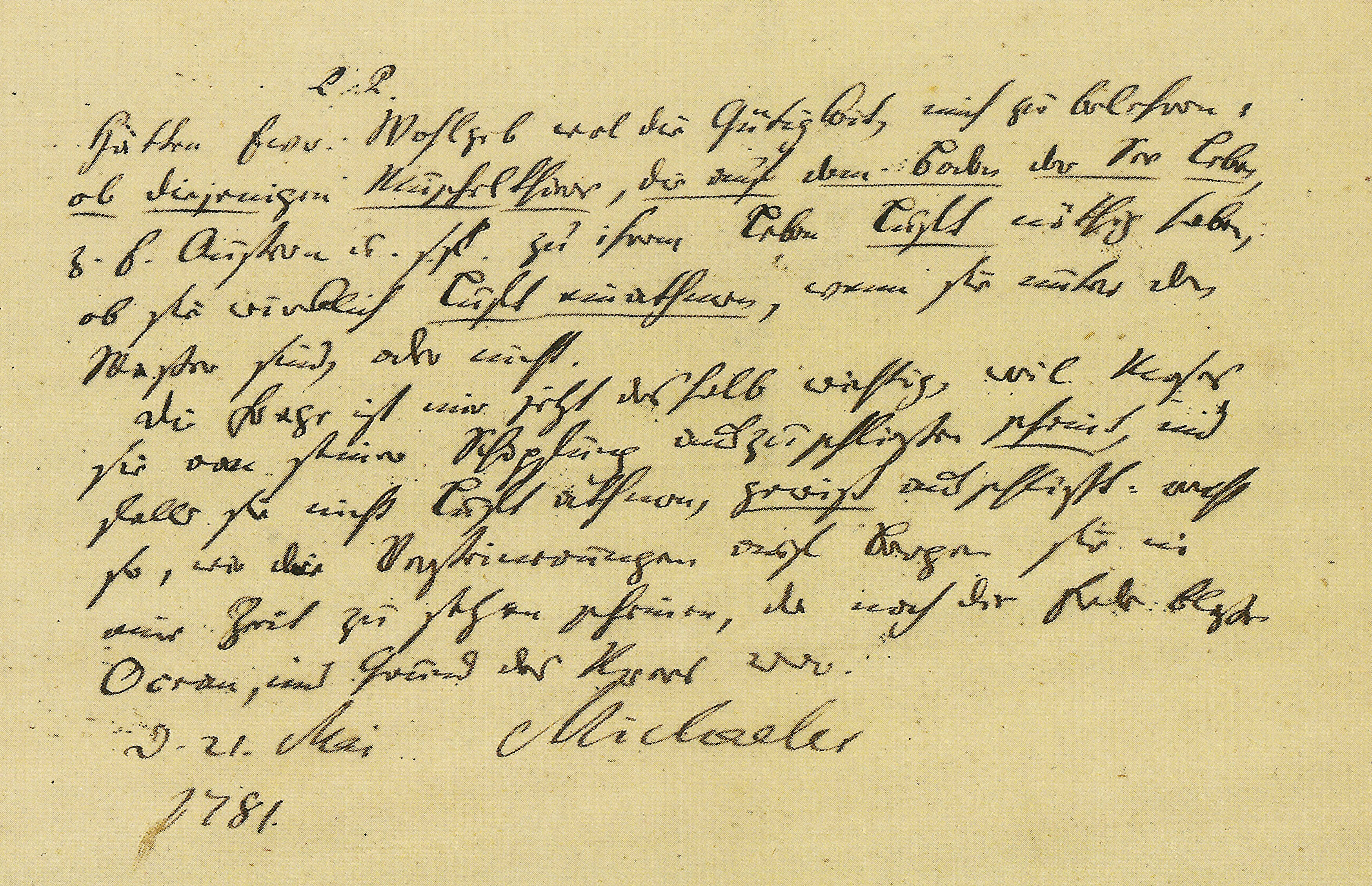
Brief von Michaelis an Georg Christoph Lichtenberg mit naturwissenschaftlicher Anfrage zum Alten Testament

Siehe zum vollständiges Schriftenverzeichnis: Meis: Michaelis.
- Einleitung in die göttlichen Schriften des Neuen Bundes. Vandenhoeck, Göttingen 1750
  - 4., überarbeitete Aufl. in 2 Bänden: Göttingen 1788
- Curae in versionem Syriacam actuum apostolicorum, Göttingen 1755
- Beantwortung der Frage von dem Einfluß der Meinungen in die Sprache und der Sprache in die Meinungen; welche den, von der Königlichen Academie der Wissenschaften für das Jahr 1759, gesetzten Preis erhalten hat, Berlin 1760
  - Französische Ausgabe: De l'influence des opinions sur le langage et du langage sur les opinions, Bremen 1762
  - Neudruck Stuttgart-Bad Cannstatt: Frommann Holzboog 1974.
- Hebräische Grammatik. Nebst einem Anhange von gründlicher Erkenntniß derselben, 2. Aufl., Halle 1768
- Räsonnement über die protestantischen Universitäten in Deutschland, Frankfurt u. Leipzig 1768–1776
  - Neudruck der Ausg. Frankfurt u. Leipzig 1768–1776: Aalen, Scientia Verl. 19XX.
- Arabische Grammatik: abgekürzt, vollständiger und leichter gemacht, Göttingen 1771
- Orientalische und exegetische Bibliothek (23 Bde., Göttingen 1781–1785)
- Mosaisches Recht. 2. Aufl., Reutlingen: Grözinger, 1793 – ein frühes und bedeutendes Zeugnis des Einflusses von Montesquieus L'esprit de lois von 1748.
- Erklärung der Begräbnis- und Auferstehungsgeschichte Christi nach den vier Evangelisten : mit Rücksicht auf die in den Fragmenten gemachten Einwürfe und deren Bedeutung, Halae 1783 (Digitalisat)
- Carl Friedrich Stäudlin (Hrsg.): Johann David Michaelis Moral. Hrsg. und mit der Geschichte der christlichen Sittenlehre begleitet von Carl Fridrich Stäudlin, Göttingen 1792–1793.
- Johann Matthaeus Hassencamp (Hrsg.): Johann David Michaelis, ehemaligen Professors der Philosophie zu Göttingen, Königl. Großbrit. und Churbraunschweig-Lüneburgischen geheimen Justizrathes, Ritters des Königl. Schwedischen Nordstern-Ordens etc. etc. Lebensbeschreibung / von ihm selbst abgefaßt. Mit Anm. von Hassencamp. Nebst Bemerkungen über dessen litterarischen Charakter von Eichhorn, Schulz, und dem Elogium von Heyne. Rinteln; Leipzig: Expedition der Theol. Annalen u. a., 1793
  - Mikrofiche-Ausgabe, Freiburg i. Br.: Universitätsbibliothek 1999

## Bekannte Schüler
- Arnold Schuback (1762–1826), Privatgelehrter und Mäzen
- Johann August von Starck (1741–1816), Theologe und Freimaurer